# Plagiostenopterina westermanni
Plagiostenopterina westermanni är en tvåvingeart som beskrevs av Friedrich Georg Hendel 1914. Plagiostenopterina westermanni ingår i släktet Plagiostenopterina och familjen bredmunsflugor. Inga underarter finns listade i Catalogue of Life.